# Église Sainte-Croix de Sauveterre
L'église Sainte-Croix de Sauveterre est un édifice religieux catholique à Sauveterre dans le département du Tarn en France. L'édifice a été inscrit au titre des monuments historiques en 2002. 

## Origine
L'église est bâtie sur un site très ancien, occupé par un château fort. Elle est à l'emplacement de l'ancienne chapelle du château auquel elle est adossée. Elle est devenue l'église paroissiale Sainte-Croix de Sauveterre. Elle conserve un accès avec le château et abrite des sépultures de nombreux membres de la famille Auxillon. Elle a été reconstruite au XVIIIe siècle et restaurée au XIXe siècle. En particulier, le plafond a été remplacé par une voûte en 1861.

## Description
Elle est adossée au château et utilise une de ses anciennes tours comme clocher. 
Plusieurs objets sont référencés dans la base Palissy (voir les notices liées). 

## Sources